# Novabrasil Aracaju
Novabrasil Aracaju é uma emissora de rádio brasileira sediada em Aracaju, capital do estado de Sergipe. Opera no dial FM, na frequência 93,5 MHz, e é afiliada à Novabrasil. Pertence ao Sistema Atalaia de Comunicação, que controla a TV Atalaia, a Metropolitana FM Aracaju e o portal A8. A frequência está no ar desde 1979, inaugurada como Atalaia FM, sendo a primeira emissora comercial no dial FM de Sergipe.

## História
A Atalaia FM é inaugurada em 1979, na frequência 93,5 MHz, sendo a primeira estação de rádio no dial FM em Sergipe. A nova emissora rompe com o padrão de rádio que até então era feito pelas emissoras no dial AM. Inicialmente independente, a emissora passa a ser afiliada da Jovem Pan 2, entre 1996 e 1999. Em 2000, a Atalaia FM retorna com programação jovem. Quando passa a adotar a marca Megga Atalaia FM, passa a ter programação popular.
Em 2005, as rádios do Sistema Atalaia são arrendadas à Igreja Universal do Reino de Deus, durando até 2007, quando a Rádio Atalaia passa a ser arrendada à Igreja Pentecostal Deus é Amor, transmitindo a programação religiosa da Rádio Deus é Amor. A Atalaia FM seguiu com a transmissão da Rede Aleluia.
Em 2011, o Sistema Atalaia e a Mix FM fecharam contrato de afiliação para estrear a emissora a partir de 17 de março, data de aniversário de Aracaju. Porém, mudanças na administração da Atalaia motivaram um adiamento na parceria. A Mix alegou que o tempo de contrato solicitado pela emissora local inviabilizou a ida da rede para Aracaju, que preferiu reinaugurar a Mega FM, de programação popular. Quase três anos após a reestreia, o Sistema Atalaia firmou nova parceria com a Mix FM e a 93.5 FM foi inaugurada como Mix FM Aracaju às 14h de 22 de janeiro de 2014 (horário local).
Foi anunciado em novembro de 2018, que a frequência passará a se afiliar à rede NovaBrasil FM no dia 28 e que a Mix FM vai retornar em breve em um novo canal.
O Sistema Atalaia, comunicou que a estreia da NovaBrasil FM foi adiada para 2 de janeiro de 2019, enquanto isso a emissora deixou de operar como Mix FM Aracaju a partir de 28 de novembro e começou a programação de expectativa com musicas do mesmo formato da nova emissora. A afiliação foi iniciada com a transmissão do Radar, às 18h (horário de Brasília).